# ターフェルムジーク
ターフェルムジーク（ドイツ語: Tafelmusik）は、16世紀中葉以降に、祝宴や饗宴で演奏されることを目的とした音楽形式のことを指す。また、その目的で作られた曲集の題名にも使われる。食卓の音楽、テーブル・ミュージックともいわれる。

## 概論
ターフェルムジークの重要な作曲家としては、曲集『音楽の饗宴』（1617年）で高い人気を得たヨハン・シャインらが挙げられる。ミヒャエル・プレトリウスもその著書『音楽大全』（1619年）の中でターフェルムジークの流行について触れており、『音楽大全』に記された曲のいくつかは今なお古楽アンサンブルによってしばしば演奏されている。
バロック期の作曲家ゲオルク・フィリップ・テレマンのおそらく最も有名な曲集の題名も『ターフェルムジーク』（1733年）である。テレマンのこの曲集は、多彩な曲目と数多くの楽器を巧みに操る作曲技法が鮮やかに示されている点において、J・S・バッハの『ブランデンブルク協奏曲集』と比肩されるものであった。
ターフェルムジークには器楽、声楽、およびその両方のための曲があったが、やはり他の目的のための音楽に較べると、しばしばいくらか軽いのが特徴だった。18世紀には、ターフェルムジークの役割はディヴェルティメントに取って代わられ、その重要度は急速に低下したものの、1809年にカール・フリードリヒ・ツェルターによって創始されたリーダーターフェルと呼ばれる声楽ジャンルの中で復権し、一部が再興された。そしてこのジャンル名の由来となった、「リーダーターフェル」と名乗る各地の男声合唱団により、20世紀半ばまで演奏活動が続けられた。